# Ritchie Nicholls
Ritchie Nicholls (* 12. Juli 1987 in Montrose, Schottland) ist ein Triathlet aus dem Vereinigten Königreich. Er ist U23-Europameister (2007), Vizeweltmeister Duathlon bei den Junioren (2005) und gewann 2013 die Ironman 70.3 European Championship.

## Werdegang
Im September 2005 wurde Nicholls Duathlon-Vizeweltmeister bei den Junioren.

### U23-Europameister Triathlon 2007
2007 wurde er im Juli U23-Europameister Triathlon und in Hamburg Vierter bei der Triathlon-Weltmeisterschaft auf der olympischen Distanz in der Klasse U23.
Im Mai 2013 wurde er Fünfter bei der Triathlon-Europameisterschaft auf der Mitteldistanz in Barcelona.
Am 11. August 2013 gewann er den Ironman 70.3 Germany in Wiesbaden mit neuem Streckenrekord von erstmals unter 4 Stunden. Mit seiner Siegerzeit von 3:56:55 h unterbot er die bisherige Bestmarke des nach einer Verletzung nicht startenden deutschen Vorjahressiegers Michael Raelert um 7 min.
Er wird trainiert von Brett Sutton und startet für das Team TBB. Im Mai 2015 wurde er Zehnter bei der Europameisterschaft auf der Triathlon-Mitteldistanz.

### Privates
Seit März 2016 ist Ritchie Nicholls mit der irischen Triathletin Eimear Mullan (* 1982) verheiratet. Die beiden leben in Portstewart.

## Sportliche Erfolge
| Datum/Jahr    | Rang | Wettbewerb                                           | Austragungsort | Zeit        | Bemerkung |
| ------------- | ---- | ---------------------------------------------------- | -------------- | ----------- | --- |
| 19. Feb. 2017 | 2    | Bangsaen Triathlon                                   | Bangkok        |             | Zweiter hinter Michael Raelert (1,5 km Schwimmen, 75 km Radfahren und 15 km Laufen)                                            |
| 5. Juli 2015  | 1    | Ironman 70.3 Norway                                  | Haugesund      | 03:52:03    | |
| 24. Mai 2015  | 10   | ETU Middle Distance Triathlon European Championships | Rimini         | 04:16:50    | Europameisterschaft auf der Mitteldistanz im Rahmen der Challenge Rimini                                                       |
| 25. Apr. 2015 | 2    | Challenge Fuerteventura                              | Fuerteventura  | 04:03:10    | Zweiter auf der Halbdistanz |
| 26. Okt. 2014 | 2    | Challenge Sardinia                                   | Forte Village  | 03:57:13,00 | Zweiter auf der Halbdistanz |
| 6. Sep. 2014  | 3    | Triathlon de Gérardmer                               | Gérardmer      |             | Dritter in den Vogesen |
| 31. Aug. 2014 | 2    | Challenge Walchsee-Kaiserwinkl                       | Walchsee       | 03:51:55    | |
| 15. Juni 2014 | 3    | UK Ironman 70.3                                      | Somerset       | 04:26:32    | |
| 10. Mai 2014  | 3    | Challenge Rimini                                     | Rimini         |             | Dritter auf der Halbdistanz |
| 11. Aug. 2013 | 1    | Ironman 70.3 Germany                                 | Wiesbaden      | 03:56:55    | Sieger bei der Ironman 70.3 European Championship mit neuem Streckenrekord                                                     |
| 24. Juli 2013 | 1    | Triathlon EDF Alpe d’Huez                            | Alpe d’Huez    | 05:40:01    | [ 2 ] |
| 7. Juli 2013  | 2    | Ironman 70.3 Norway                                  | Haugesund      |             | |
| 16. Juni 2013 | 1    | UK Ironman 70.3                                      | Somerset       | 04:15:04    | Sieg beim ersten Start auf der Ironman 70.3-Distanz (1,9 km Schwimmen, 90 km Radfahren und 21,1 km Laufen)                     |
| 19. Mai 2013  | 5    | ETU Middle Distance Triathlon European Championships | Barcelona      | 04:15:20    | Europameisterschaft auf der Mitteldistanz im Rahmen der Half Challenge Barcelona                                               |
| 30. Juli 2011 | 1    | London Triathlon                                     | London         |             | |
| 31. Aug. 2007 | 4    | ITU Short Distance Triathlon World Championship U23  | Hamburg        | 01:49:44    | Triathlon-Weltmeisterschaft auf der olympischen Distanz in der Klasse U23 (1,5 km Schwimmen, 40 km Radfahren und 10 km Laufen) |
| 21. Juli 2007 | 1    | ETU Triathlon European Championship U23              | Kuopio         | 01:48:57    | U23-Europameister |

| Datum/Jahr    | Rang | Wettbewerb       | Austragungsort | Zeit     | Bemerkung |
| ------------- | ---- | ---------------- | -------------- | -------- | --------- |
| 26. Sep. 2015 | 5    | Ironman Mallorca | Alcúdia        | 08:32:47 |           |

| Datum/Jahr    | Rang | Wettbewerb                                 | Austragungsort | Zeit     | Bemerkung                                                                |
| ------------- | ---- | ------------------------------------------ | -------------- | -------- | ------------------------------------------------------------------------ |
| 22. Jan. 2017 | 2    | Powerman Thailand                          | Nakhon Nayok   | 02:46:46 |                                                                          |
| 19. Jan. 2013 | 1    | International Lanzarote Duathlon           | Lanzarote      | 00:58:13 |                                                                          |
| 5. Sep. 2010  | 5    | ITU Duathlon World Championship U23        | Edinburgh      | 01:57:43 | Duathlon-Weltmeisterschaft U23                                           |
| 25. Sep. 2005 | 2    | ITU Duathlon World Championship Junior Men | Newcastle      | 01:01:58 | Silber bei den Junioren (5 km Laufen, 20 km Radfahren und 2,5 km Laufen) |

(DNF – Did Not Finish)